# João Fernandes Lavrador
João Fernandes, conegut com a João Fernandes Lavrador   (Regne de Portugal, c. 1453 - 1505) (que en portuguès significa «terratinent») va ser un navegant portuguès de finals del segle xv, conegut perquè es creu que va ser el primer explorador occidental conegut que cartografià les costes del nord-est d'Amèrica del Nord. No s'ha de confondre amb un altre explorador portuguès del mateix nom, João Fernandes, que va reconèixer la part interior de l'Àfrica junt al Sàhara occidental.

## Expedicions
Es creu que Fernandes, juntament amb Pêro de Barcelos, va ser qui va veure en primer lloc allò que avui es coneix com a Labrador el 1498. Fernandes cartografià les costes de sud-oest de Groenlàndia i les adjacents del nord-est de Nord-amèrica en aquest any de 1498 i va donar notícies d'això a Europa.A Fernandes li atorgaren moltes de les terres que havia descobert i se'l considera per això el primer terratinent europeu a Labrador. Per això, sovint s'afegeix al seu nom la paraula Lavrador.
En tornar de Groenlàndia es va embarcar cap a Bristol i va rebre una patent del rei Enric VII d'Anglaterra i el 1501 Fernandes va salpar de nou al descobriment de terres en el nom d'Anglaterra. Mai es va saber res d'ell.
La península de Labrador porta el seu nom. El gos Labrador retriever prové d'aquesta península, i doncs indirectament porta el seu nom.